# あこや
あこやとは、アコヤガイを模した菓子。引きちぎって作ることから、もしくは背の部分をひっちぎるようにつくるからひちぎりとも呼ばれる。
雛祭りに食される雛菓子とされる。3月3日は川辺で禊をする日であったため、アコヤガイを模したとされる。
羊羹製（こなしのこと）の生地に餡玉をのせた菓子である。餡玉は真珠を模したとする説がある。